# Mistrzostwa Polski w Skokach Narciarskich 1923
4. Mistrzostwa Polski w Skokach Narciarskich – zawody o mistrzostwo Polski w skokach narciarskich, które odbyły się 11 marca 1923 roku na skoczni na zboczu Kiczerki w Sławsku.
W konkursie o mistrzostwo Polski zwyciężył Andrzej Krzeptowski I, srebrny medal zdobył Aleksander Rozmus, a brązowy - Henryk Mückenbrunn.

## Wyniki konkursu
| Miejsce | Zawodnik              | Klub           | Skok | Punkty |
| ------- | --------------------- | -------------- | ---- | ------ |
| 1.      | Andrzej Krzeptowski I | SNPTT Zakopane | 20,0 | 1,80   |
| 2.      | Aleksander Rozmus     | SNPTT Zakopane | 20,5 | 2,35   |
| 3.      | Henryk Mückenbrunn    | SNPTT Zakopane | 20,0 | 2,60   |
| 4.      | Eugeniusz Kaliciński  | AZS Kraków     | 20,0 | 3,13   |
| 5.      | Elgin Scott           | Czarni Lwów    | 16,5 | 3,81   |
| 6.      | A Świszczowski        | SN AZS Kraków  | b.d. | 3,84   |
| 7.      | Władysław Gąsienica   | SNPTT Zakopane | b.d. | 4,19   |
| 8.      | W. Klimkiewicz        | KTN Lwów       | b.d. | 4,23   |

W konkursie wzięło udział 20 zawodników.